# Stephen Warnock
Stephen Warnock (* 12. Dezember 1981 in Ormskirk) ist ein englischer Fußballspieler. Der heute zumeist auf der linken Außenbahn eingesetzte Abwehrakteur erlernte das Fußballspielen beim FC Liverpool. Der endgültige sportliche Durchbruch gelang ihm 2007 bei den Blackburn Rovers, bevor es ihn im August 2009 zu Aston Villa verschlug. Seit Sommer 2017 steht Warnock bei Burton Albion unter Vertrag.

## Sportlicher Werdegang

### FC Liverpool (1998–2007)
Warnock entstammt der Liverpooler Jugendakademie und war zunächst im zentralen Mittelfeld aktiv. Von dort aus wechselte er erst in den späteren Jahren bei den „Reds“ auf die linke Seite, wo er gleichsam die Außenposition in Abwehr und Mittelfeld bekleidete.
Obwohl Warnock mit Berufungen in englische Jugendnationalmannschaften als eines der hoffnungsvollsten Talente im Verein galt, wartete er bei den „Reds“ zunächst vergeblich auf seinen ersten Profieinsatz und sammelte erste Erfahrungen beim damals zweitklassigen Bradford City, wohin ihn sein Klub für zwei Monate kurz vor seinem 21. Geburtstag ausgeliehen hatte. Bei den „Bantams“ debütierte er am 14. September 2002 gegen den FC Walsall (1:0), ließ knapp einen Monat später gegen Sheffield Wednesday (1:2) sein erstes Tor folgen und kehrte nach insgesamt zwölf Auftritten nach Merseyside zurück. In den verbleibenden Partien der Saison 2002/03 blieb er jedoch in Liverpool weiter unberücksichtigt und erhielt zwecks Erlangung weiterer Spielpraxis erneut bei einem Leihklub Gelegenheit dazu. Er bestritt die gesamte Runde 2003/04 bei Coventry City – ebenso in der zweiten Liga – und war mit 44 Einsätzen (davon 42 in der Startelf) auf Anhieb Leistungsträger, was die Anhänger dort dazu veranlasste, Warnock am Ende zum „besten Spieler“ auszuzeichnen.
Der lang erwartete Einstand für den FC Liverpool folgte für Warnock kurz darauf am 10. August 2004 gegen den Grazer AK in der dritten Runde der Champions-League-Qualifikation und vier Tage später debütierte er in der Premier League per Kurzeinsatz für rund zehn Minuten gegen Tottenham Hotspur. Liverpools Trainer Rafael Benítez gab ihm fortan weitere Chancen und mit seinen Darbietungen verdrängte er zeitweise den erfahreneren australischen Nationalspieler Harry Kewell auf die Ersatzbank. Dennoch blieb er beim Champions-League-Sieg in Istanbul gegen den AC Mailand im Kader unberücksichtigt, obwohl er nach dem Auftakt in Graz noch in fünf weiteren (jedoch stets weniger bedeutsamen) Europapokalspielen zum Zuge gekommen war.
Ab der Saison 2005/06 wurde Warnock zunehmend als linker Verteidiger benötigt und dort spielte er nun in „Rotation“ mit dem Norweger John Arne Riise. Während dieser Zeit erzielte er auch beim 5:1-Sieg gegen den FC Fulham am 15. März 2006 sein einziges Tor für den FC Liverpool. Weitere Entwicklungsschritte blieben jedoch aus und so wechselte Warnock im Januar 2007 zum Ligakonkurrenten Blackburn Rovers.

### Blackburn Rovers (2007–09)
Bereits im Sommer 2006 war über ein mögliches Tauschgeschäft mit Blackburns Mannschaftskapitän Lucas Neill spekuliert worden und auch im folgenden Winter hielten sich entsprechende Gerüchte, bis schließlich Neill ein Angebot von West Ham United annahm. Dennoch wechselte Warnock zu den Rovers; über die genaue Höhe der Ablösesumme behielten die beteiligten Parteien Stillschweigen.
Vier Tage nach einem 4:0-Sieg im FA Cup gegen Luton Town lief Warnock gegen den FC Chelsea (0:3) erstmals für Blackburn in der Premier League auf und nur drei weitere Tage später kassierte er mit einer gelb-roten Karte gegen Sheffield United (2:1) den ersten Platzverweis seiner Profikarriere. Binnen kurzer Zeit erarbeitete sich Warnock durch seine Zweikampfstärke und Flankenläufe bei den Rovers-Anhängern einen guten Ruf, wurde zum englischen A-Nationalspieler und unterzeichnete einen neuen Vierjahresvertrag, der ihn bis zum Ende der Saison 2011/12 binden sollte. Es blieb jedoch bei nur noch einem Jahr. In einer turbulenten Spielzeit 2008/09 verließ er seine nun angestammte Linksverteidigerposition häufig, als Trainer Paul Ince zunächst dessen Kreativmomente im zentralen Mittelfeld benötigte. Das Experiment misslang und da auch sein Vertreter Martin Olsson auf der linken Abwehrseite nicht zu überzeugen wusste, übernahm Warnock wieder seine ursprünglich vorgesehene Rolle. Nach Inces Entlassung zog dessen Nachfolger Sam Allardyce Warnock wieder ins Mittelfeld, um die Zweikampfstärke in diesem Mannschaftsteil zu verbessern.

### Aston Villa (seit 2009)
Ein Tag nach der Bestätigung über stattfindende Transfergespräche mit Aston Villa gab die Vereinsführung in Birmingham am 27. August 2009 die Verpflichtung von Stephen Warnock und die Unterzeichnung eines Vierjahresvertrags bekannt. Schnell fügte sich der Neuling auch im Team von Martin O’Neill ein, bestritt in der Saison 2009/10 auf Anhieb 30 Ligapartien und erreichte das Endspiel im Ligapokal. Dort unterlag er mit den „Villans“ Titelverteidiger Manchester United mit 1:2 und musste nach der Partie Kritik einstecken, da ein Großteil der gefährlichen Momente des Gegners über „seine“ linke Abwehrseite – speziell im Duell mit Antonio Valencia – liefen.
Nach einem halben Jahr Leihe bei den Bolton Wanderers wurde er schließlich im Januar 2013 zu Leeds United transferiert.

## Englische Nationalmannschaft
Obwohl er beim FC Liverpool nur wenig Spiele von Anfang an bestritten hatte, wurde Warnock am 29. August 2005 erstmals in die englische Nationalmannschaft für die erste Phase der Qualifikation für die Fußball-Weltmeisterschaft 2006 berufen, da es zu diesem Zeitpunkt einen Mangel an linken Verteidigern in der Mannschaft gab. Für den Kader zur Weltmeisterschaft selbst blieb er dann jedoch unberücksichtigt und erst im Mai 2008 kehrte er unter dem neuen Nationaltrainer Fabio Capello anlässlich zweier Freundschaftsspiele gegen die USA und Trinidad & Tobago ins Blickfeld der „Three Lions“ zurück. Am 1. Juni 2008 kam er hier gegen den zuletzt genannten Gegner in der 84. Minute für Wayne Bridge zum ersten A-Länderspiel.
Nach guten Eindrücken bei Aston Villa nominierte ihn Capello erneut für ein Freundschaftsspiel gegen Ägypten und nach dem Rücktritt von Wayne Bridge und den Verletzungsproblemen von Ashley Cole ebenso im Mai 2010 in den provisorischen 30-Mann-Kader für die WM 2010 in Südafrika. Nachdem er beim Turnier selbst nicht zum Einsatz gekommen war, feierte er am 17. November 2010 gegen Frankreich sein Comeback.